# Lycaena communa
Lycaena communa är en fjärilsart som beskrevs av Stetter-stättermayer 1937. Lycaena communa ingår i släktet Lycaena och familjen juvelvingar. Inga underarter finns listade i Catalogue of Life.